# Суходіл (Фатезький район)
Суходіл (рос. Суходол) — присілок в Фатезькому районі Курської області Російської Федерації.
Населення становить 37 осіб. Входить до складу муніципального утворення Солдатська сільрада.

## Історія
Населений пункт розташований на території українського етнічного та культурного краю Східна Слобожанщина.
Від 2004 року входить до складу муніципального утворення Солдатська сільрада.

## Населення
| 1862 | 1900 | 1905 | 1915 | 1979 | 1989 | 2002 |
| ---- | ---- | ---- | ---- | ---- | ---- | ---- |
| 222  | ↗239 | ↘194 | ↗283 | ↘145 | ↘96  | ↘70  |
| 2010 |      |      |      |      |      |      |
| ↘37  |      |      |      |      |      |      |